# 圣阿芒德蒙莫罗
圣阿芒德蒙莫罗（法語：Saint-Amant-de-Montmoreau，法語發音：[sɛ̃.t‿amɑ̃ də mɔ̃mɔʁo]，意为“蒙莫罗的圣阿芒”；2013年之前名为圣阿芒 (Saint-Amant)）是法国夏朗德省的一个旧市镇，属于昂古莱姆区。2017年1月1日，圣阿芒德蒙莫罗和相邻的另外4个市镇合并为新市镇蒙莫罗（Montmoreau）。

## 地理
圣阿芒德蒙莫罗（45°23'44"N, 0°9'24"E）面积27.2 平方千米，位于法国新阿基坦大区夏朗德省，该省份为法国西部内陆省份，北起德塞夫勒省和维埃纳省，东临上维埃纳省，东南至多尔多涅省，南至多爾多涅省，西接滨海夏朗德省。
与圣阿芒德蒙莫罗接壤的市镇（或旧市镇、城区）包括：艾涅和皮佩鲁、沙沃纳、居拉、瑞尼亚克、蒙莫罗-圣西巴尔、圣洛朗德贝尔扎戈、萨勒拉瓦莱特、沃拉瓦莱特。

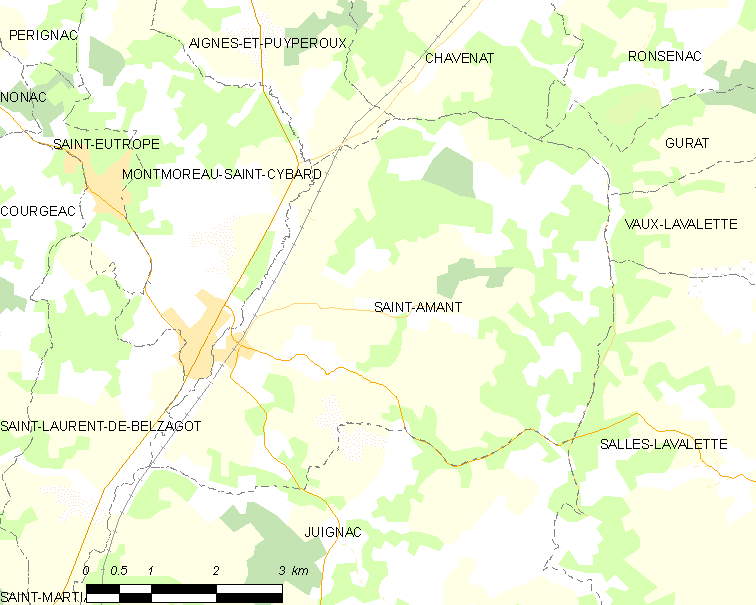
圣阿芒德蒙莫罗的OSM定位图

圣阿芒德蒙莫罗的时区为UTC+01:00、UTC+02:00（夏令时）。

## 行政
圣阿芒德蒙莫罗的邮政编码为16190，INSEE市镇编码为16294。

## 政治
圣阿芒德蒙莫罗所属的省级选区为蒂德-拉瓦莱特县。

## 人口

1962-2008年间圣阿芒德蒙莫罗人口变化图示

圣阿芒德蒙莫罗于2018年1月1日时的人口数量为687人。